# Gòral de la Xina
El gòral de la Xina (Nemorhaedus griseus) és una espècie de gòral que es troba a Myanmar, la Xina, l'Índia, Tailàndia, el Vietnam i, possiblement, Laos.